# Calabrais
Pour les articles homonymes, voir Calabrais (homonymie).

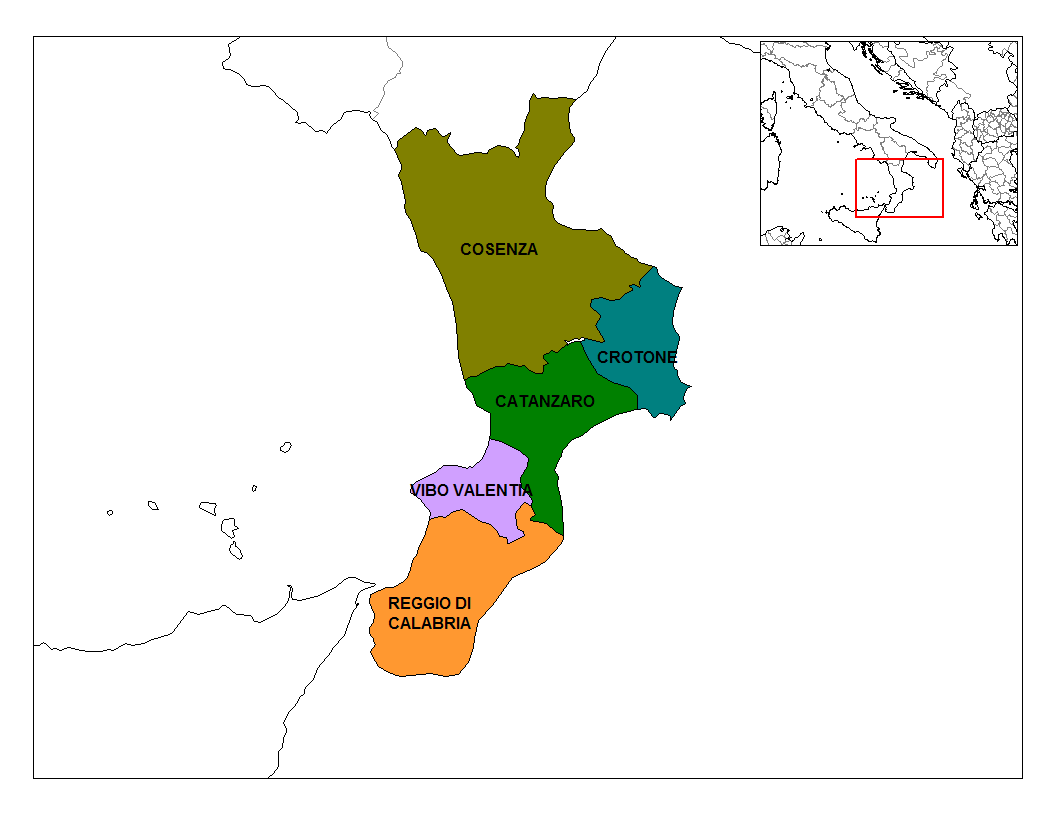
Les cinq provinces de la Calabre.

Le calabrais septentrional et le calabrais centro-méridional sont les deux principaux parlers de Calabre.
Ces idiomes ne sont pas directement parents, puisque le calabrais septentrional regroupe des dialectes de type napolitain et s'intègre aux dialectes italiens méridionaux, tandis que le calabrais centro-méridional fait partie du groupe italo-roman de l'extrême-sud (comme le sicilien).

## Calabrais septentrional

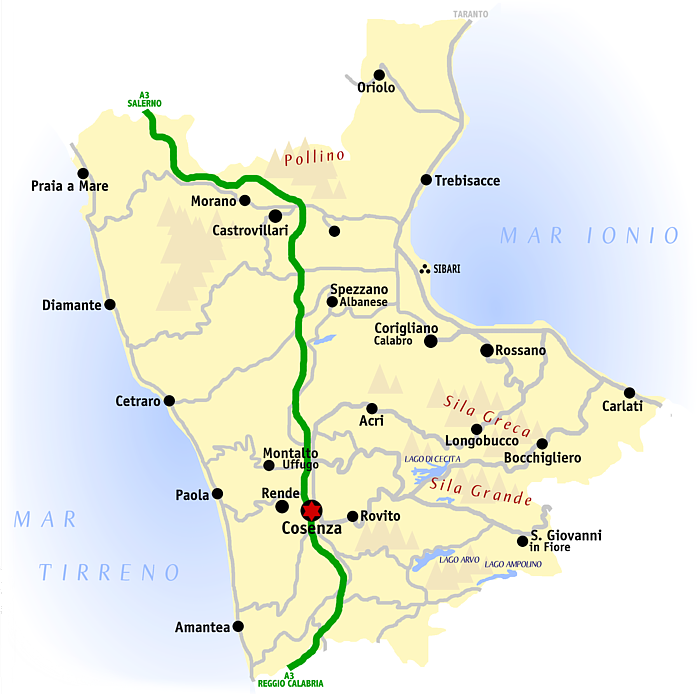
La province de Cosenza.

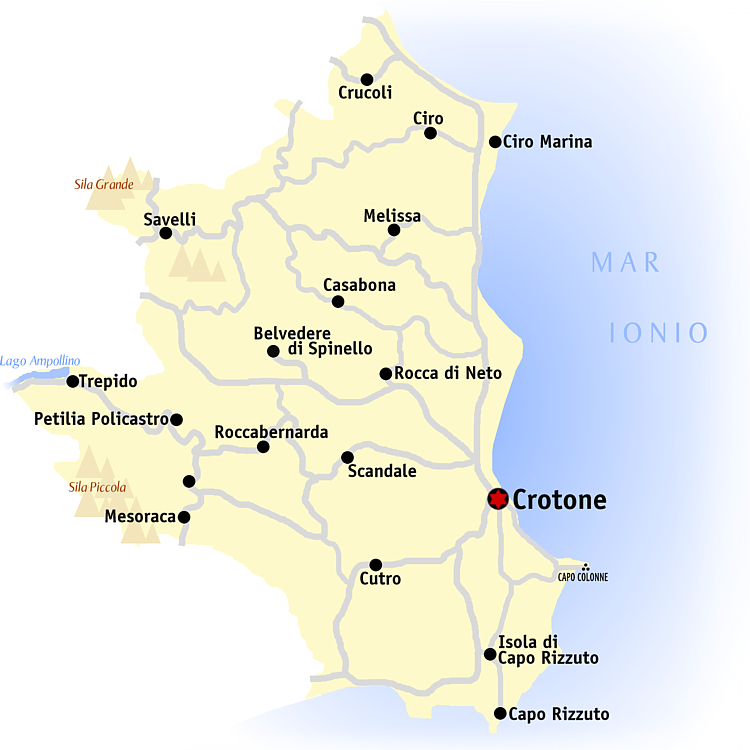
La province de Crotone.

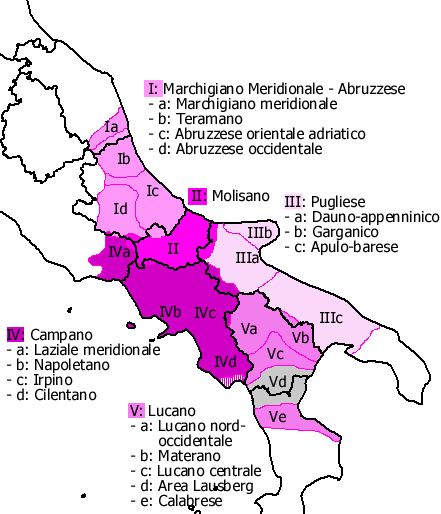
Carte du groupe italo-roman méridional.

La zone d'influence du calabrais septentrional (scn) (calabbrìse ou calavrìse, en napolitain) correspond géographiquement à la Calabre citérieure soit la province de Cosenza (sauf le nord-est, où l'on parle des dialectes lucaniens) ainsi que la partie centro-septentrionale de celle de Crotone.
En linguistique, le calabrais septentrional est un idiome de type napolitain et fait donc partie du groupe italo-roman méridional. La singularité du calabrais septentrional consiste en la présence du phénomène de mutation phonétique.
Le cosentin (it) (u cusindinu, en cosentin) de Cosenza, qui s'étend à travers la partie nord de la Calabre, et ses variantes campaniennes ou apuliennes, suivant certaines micro-régions, forment le calabrais septentrional.

### Conjugaisons

#### Être (êssa)
|               | Présent | Imparfait | Passé composé | Subjonctif présent |
| ------------- | ------- | --------- | ------------- | ------------------ |
| Iu            | signu   | êra       | signu statu   | fossa              |
| Tu(ni)        | sì      | êri       | sì statu      | fossi              |
| Iddru, Iddra  | è       | êra       | è statu       | fossa              |
| Nua           | símu    | êramu     | simu stati    | fossimu            |
| Vua           | síti    | êrati     | siti stati    | fossati            |
| Iddri(o Loro) | sù      | êranu     | sù stati      | fòssaru            |

#### Avoir (avì)
|              | Présent | Imparfait | Passé composé | Subjonctif présent |
| ------------ | ------- | --------- | ------------- | ------------------ |
| Iu           | haju    | avìa      | he avutu      | avissa             |
| Tu(ni)       | ha'     | avii      | ha' avutu     | avissi             |
| Iddru, Iddra | hà      | avìa      | hà avutu      | avissa             |
| Nua          | avìmu   | avìamu    | hamu avutu    | avìssamu           |
| Vua          | avíti   | avìati    | hat'avutu     | avvissati          |
| Iddri        | hannu   | avìanu    | hannu avutu   | avissaru           |

## Calabrais centro-méridional

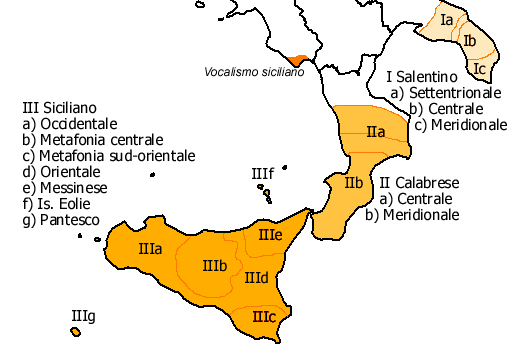
Carte des dialectes italiens méridionaux extrêmes.

La zone d'influence du calabrais centro-méridional (scn) (calabbrìsi ou calavrìsi, en sicilien) correspond géographiquement à la Calabre ultérieure soit les provinces de Reggio Calabria, Vibo Valentia, Catanzaro et la partie méridionale de celle de Crotone (Crotone, Isola di Capo Rizzuto, Cutro et leurs alentours).
En tant que partie intégrante du groupe italo-roman, le calabrais centro-méridional a pour pilier le latin mais la forte influence grecque qui s'est exercée en Calabre ultérieure ainsi que la latinisation tardive des lieux caractérisent considérablement cet idiome. Des éléments de la toponymie calabraise ainsi que de nombreux mots dérivent directement du grec :
| Calabrais centro-méridional            | Grec phonétique | Italien   | Français    |
| -------------------------------------- | --------------- | --------- | ----------- |
| batràci                                | vátrakhos       | ranocchio | grenouille  |
| zinnapòtamu                            | kynopotamus     | lontra    | loutre      |
| bampurìddha / lampurìdda / vampurìddha | lampurida       | lucciola  | ver luisant |
| purtuàllu                              | portocâli       | arancia   | orange      |
| 'nnàca                                 | nàke            | culla     | berceau     |
| tuppitiàri                             | typto           | battere   | battre      |

Des mots arabes, français ainsi que castillans sont présents dans le calabrais centro-méridional :
- tavùtu : tambùtu (calabrais centro-méridional) : tabut (arabe) : cercueil (français)
- accattàre : 'ccattàri (calabrais centro-méridional) : acheter (français)
- abbuscà : buscar (castillan) : chercher (français)

Le vocabulaire d'origine française est lié au règne des Normands puis des Angevins sur la Calabre :
| Calabrais centro-méridional | Français                | Italien              |
| --------------------------- | ----------------------- | -------------------- |
| 'ccattàri                   | acheter                 | comprare             |
| 'nduja                      | andouille               | salsicciotto         |
| buccirìa                    | boucherie               | macelleria           |
| arrocculàri                 | reculer                 | rotolare             |
| ràggia                      | rage                    | rabbia               |
| sciarabàllu                 | carriole (char à bancs) | veicolo sbatacchiato |
| travagghiàri                | travailler              | lavorare             |

Par la suite, des éléments de vocabulaire ont été empruntés au castillan, au catalan ainsi qu'à l'occitan :
- capezza : cabeza (castillan) : tête
- cucchiàra : cuchara (castillan) : cuillère
- palumba : paloma (castillan) : colombe
- scupetta : escopeta (castillan) : fusil
- muccatùri : mocador (catalan) : mouchoir
- prèscia : pressa (catalan) : précipitation, hâte
- timpa : timba (catalan) : abrupt
- addhumàri : allumar (occitan, provençal) : allumer

### Conjugaisons

#### Être (êssiri)
|              | Présent | Imparfait | Passé simple | Subjonctif présent | Subjonctif imparfait |
| ------------ | ------- | --------- | ------------ | ------------------ | -------------------- |
| (J)èu        | sugnu   | êra       | fùja         | chi fùssi          | fùssi                |
| Tu(ni)       | sì      | êri       | fùsti        | chi fùssi          | fùssi                |
| Iddhu, Iddha | êsti    | êra       | fu'          | chi fùssi          | fùssi                |
| Nu(i)        | símu    | êrumu     | fùmmu        | chi fùssimu        | fùssimu              |
| Vu(i)        | síti    | êru       | fùstu        | chi fùstu          | fùssivu              |
| Iddhi        | sunnu   | êrunu     | fúru         | chi fùssiru        | fùssiru              |

#### Avoir (aìri)
|              | Présent | Imparfait | Passé simple | Subjonctif présent | Subjonctif imparfait |
| ------------ | ------- | --------- | ------------ | ------------------ | -------------------- |
| (J)èu        | haju    | aìva      | èppi         | chi aìssi          | aìssi                |
| Tu(ni)       | hai     | aívi      | aìsti        | chi aìssi          | aìssi                |
| Iddhu, Iddha | havi    | aìva      | èppi         | chi aìssi          | aìssi                |
| Nui          | aìmu    | aìvumu    | èppimu       | chi aìssimu        | aìssimu              |
| Vui          | aíti    | aìvu      | aistu        | chi aìssivu        | aìssivu              |
| Iddhi        | hannu   | aìvunu    | èppiru       | chi aìssiru        | aìssiru              |

### Dialectes
Le calabrais centro-méridional se divise en plusieurs dialectes : 
- Le dialecte reggino (it) (u 'rriggitànu, en reggino) est le plus parlé d'entre eux[9], il a pour épicentre culturel la ville antique de Reggio de Calabre.
- Le dialecte de la Chjàna qui est usité dans la Plaine de Gioia Tauro, une micro-région située au nord de l'Aspromonte.
- Le dialecte de la Locride, parlé sur la côte Est de la province de Reggio de Calabre.
- Le dialecte de Catanzaro.
- Le dialecte de l'Alto-Jonica, employé dans les environs du golfe de Squillace, assez proche linguistiquement du parler de Catanzaro.

| Reggino                | Piana di Gioia Tauro   | Locride               | Catanzaro              | Alto Jonica               |
| ---------------------- | ---------------------- | --------------------- | ---------------------- | ------------------------- |
| "Tutti i cristiàni     | "Tutti l'omani         | "Tutti i perzùni      | "Tutti l'omini         | "Tutti l'uamini           |
| nàsciunu libberi       | nascinu libbèri        | nèsciunu lìbberi      | nescianu libberi       | nascianu libberi          |
| e ntâ stessa manèra    | e â stessa manera      | e ntâ stessa manèra   | e sunnu                | e su                      |
| ill'authri             | dil'atri               | dill'atti             | i stessi               | i stessi                  |
| pi dignità e diritti.  | pe dignità e diritti.  | pe dignità e diritti. | pe' dignità e diritti. | pe' dignità e diritti.    |
| Iddhi ndànnu           | Tutti ndànnu           | Iji ndànnu            | Ognunu ava u cerveddhu | Ognunu tena u cerivìaddru |
| ognunu u so ciriveddhu | ognunu u so cervèllu   | ognunu u cervèju      | soi e a raggiuna       | sue e a raggiune sua      |
| mi 'rraggiùnunu        | pemmu reggiùnanu       | soi pemmu raggiùnanu  | e a cuscenza sua       | e a cuscìanza sua         |
| e 'ndannu mi càmpunu   | e ndànnu pemmu càmpanu | e ndànnu u càmpanu    | e ava ma si cumporta   | e s'ha de comportare      |
| unu cull'authru        | unu cu l'atru          | unu cull'attu         | cull'atri propriu      | cull'atri propriu         |
| comu mi sùnnu fràti    | comu frati figgji      | comu frati figgji     | comu si fhussèranu     | cùamu si fòranu           |
| râ stessa matri."      | dâ stessa mamma."      | dâ stessa matri."     | i frati soi."          | frati sui."               |

## Comparaison entre le calabrais du Sud et du Nord
| Reggino                | Cosentin                | Français                 |
| ---------------------- | ----------------------- | ------------------------ |
| Tutti i cristiàni      | Tutti i ggìenti         | Tous les êtres humains   |
| nàsciunu libberi       | nascianu libberi        | naissent libres          |
| e ntâ stessa manèra    | e 'gguali               | et égaux                 |
| ill'authri             | all'àtri                |                          |
| pi dignità e diritti.  | ppì ddignità e diritti. | en dignité et en droits. |
| Iddhi ndànnu           | Ognunu                  |                          |
| ognunu u so ciriveddhu | tena cirbìeddru         |                          |
| mi 'rraggiùnunu        | raggiune e cuscìenza    |                          |
| e 'ndannu mi càmpunu   | e s'ha de cumbortà      |                          |
| unu cull'authru        | cull'atri               |                          |
| comu mi sùnnu fràti    | cumu si li fòssaru      |                          |
| râ stessa matri.       | frati.                  |                          |